# چانا سی‌ایکس۷۰
چانا سی‌ایکس۷۰ یا اوشنگ سی‌ایکس۷۰ یک کراس‌اوور اندازه متوسط ۷ نفره محور عقب است که توسط چانگان تولید می‌شود.

## بررسی اجمالی
چانا سی‌ایکس۷۰ در نمایشگاه خودروی پکن ۲۰۱۶ معرفی شد و بلافاصله پس از آن در بازار خودروی چین با قیمت‌هایی از ۶۸٫۹۰۰ یوان تا ۸۴٫۹۰۰ یوان عرضه شد.

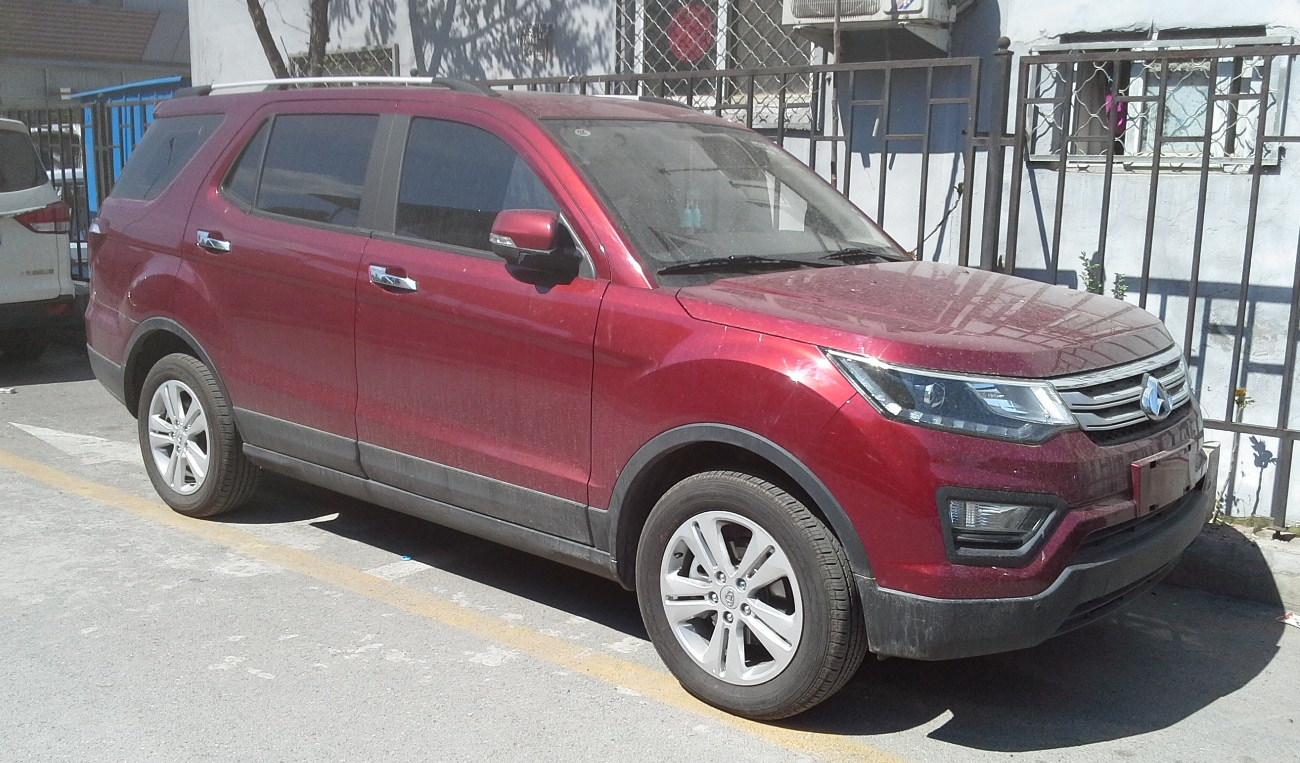
چانا سی‌ایکس۷۰ (جلو)
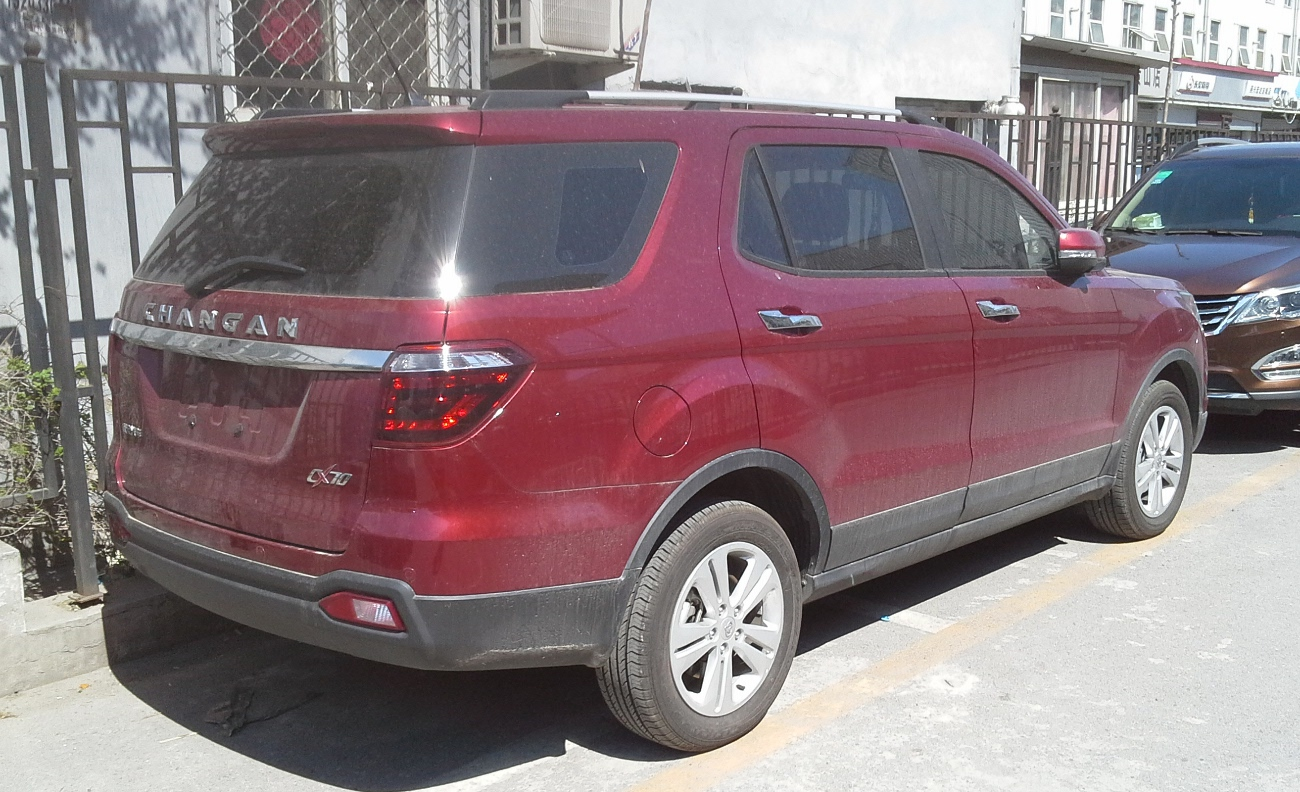
چانا سی‌ایکس۷۰ (عقب)
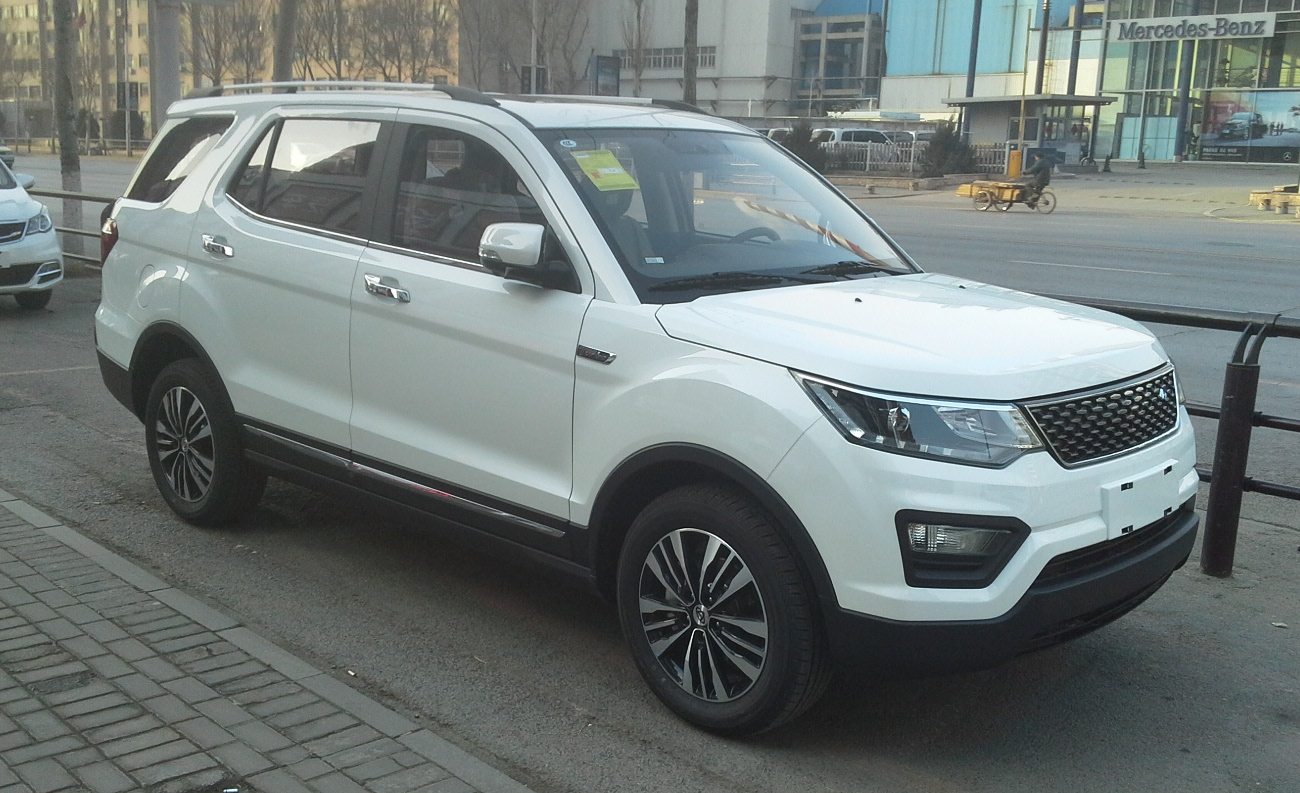
چانا سی‌ایکس۷۰ توربو (جلو)
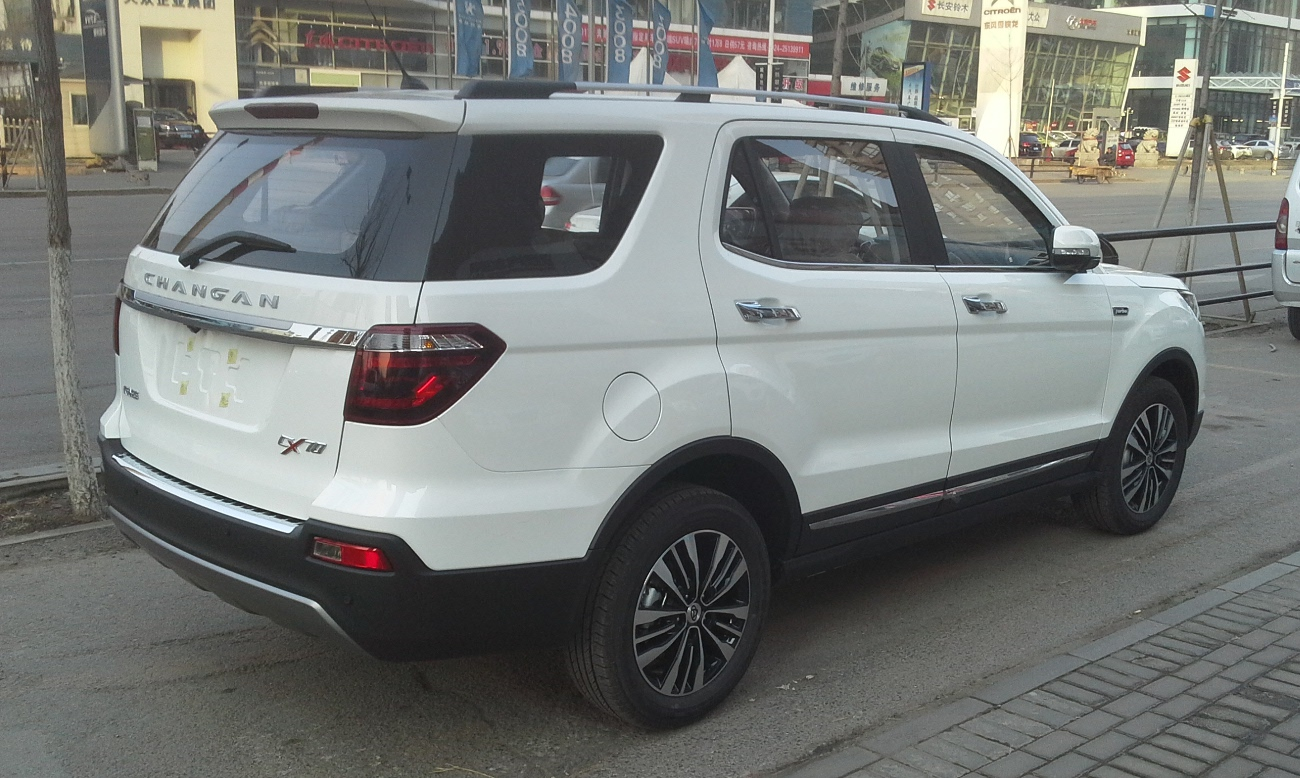
چانا سی‌ایکس۷۰ توربو (عقب)